# Tjievrajávrre
Tjievrajávrre, enligt tidigare ortografi Tjeurajaure, är en sjö i Jokkmokks kommun i Lappland och ingår i Luleälvens huvudavrinningsområde. Sjön har en area på 0,175 kvadratkilometer och ligger 1 033 meter över havet. Tjievrajávrre ligger i Sarek Natura 2000-område.

## Delavrinningsområde
Tjievrajávrre ingår i det delavrinningsområde (744683-158058) som SMHI kallar för Förgrening. Medelhöjden är 1 220 meter över havet och ytan är 31,1 kvadratkilometer. Det finns inga avrinningsområden uppströms utan avrinningsområdet är högsta punkten. Sähkokjåhkå som avvattnar avrinningsområdet har biflödesordning 5, vilket innebär att vattnet flödar genom totalt 5 vattendrag innan det når havet efter 320 kilometer. Avrinningsområdet består mestadels av kalfjäll (98 procent). Avrinningsområdet har 0,17 kvadratkilometer vattenytor vilket ger det en sjöprocent på 0,6 procent.